# Confraria de Nostre Pare Jesús de l'Agonia i Nostra Senyora del Rosari en sos Misteris Dolorosos o del Silenci
La Confraria Nostre Pare Jesús de l'Agonia i Nostra Senyora del Rosari en sos Misteris Dolorosos o Confraria del Silenci (en aragonès: Cofadría d'o Nuestro Pai Chesús de l'Agonía y Nuestra Sinyora d'o Rosario en os suyos Misterios Dolorosos u Cofadría d'o Silencio; en castellà: Cofradía de Nuestro Padre Jesús de la Agonía y Nuestra Señora del Rosario en sus Misterios Dolorosos o del Silencio) és una confraria penitencial fundada el 1944 i que forma part de les 25 confraries que participen en les processons de Setmana Santa de Saragossa.

## Orígens

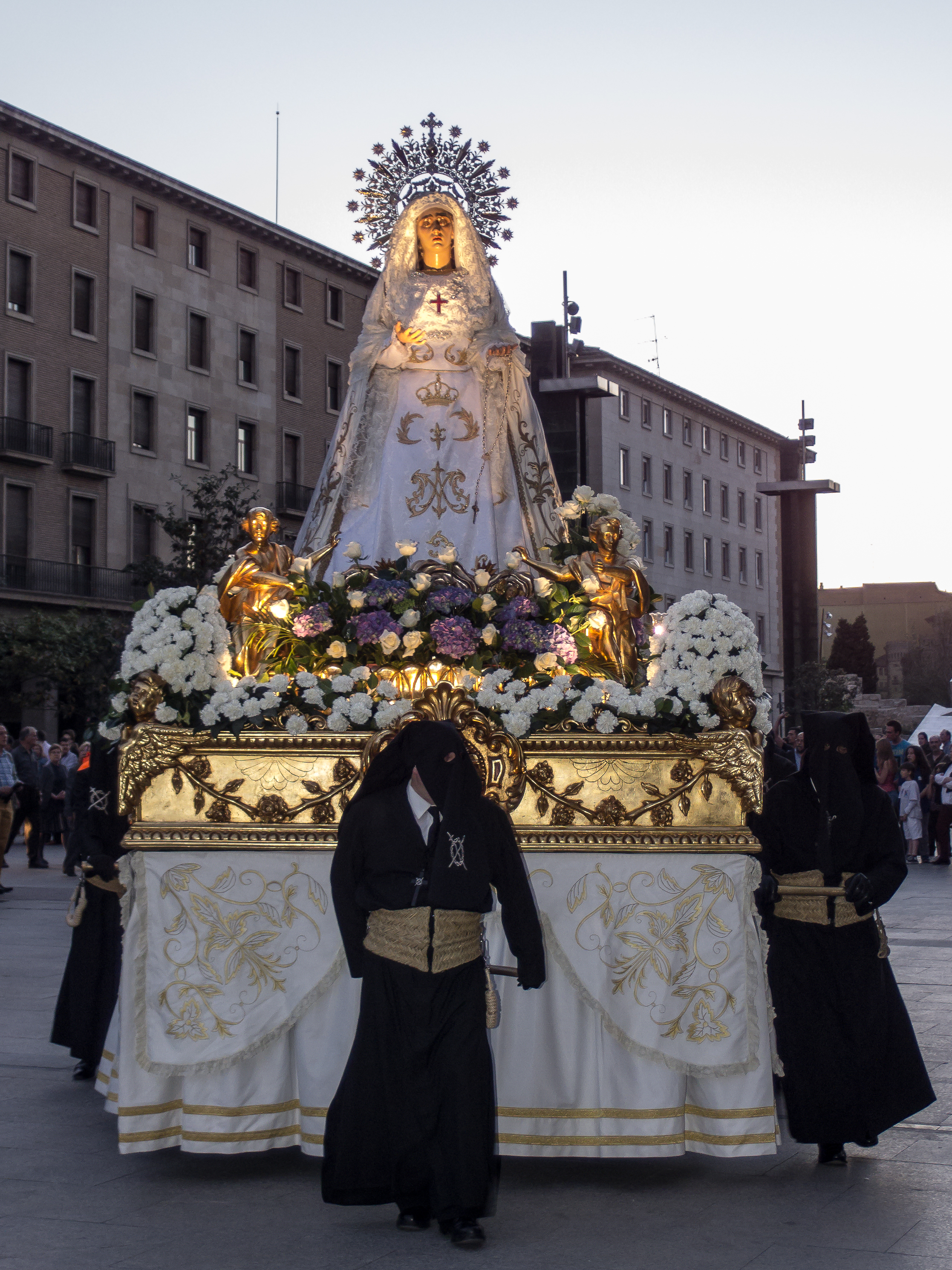
Confraria del Silenci

La confraria va ser fundada el 1944 per les joventuts d'Acció Catòlica de la Parròquia de Sant Pau de Saragossa.
Els diferents tipus de membres que conformen la confraria són els següents:
- Frares fundadors
- Frares honoraris
- Frares numeraris

## Hàbit
Els frares van vestits de negre, amb una túnica de cua llarga recollida en un cinturó ample d'espart i amb una corda de 3 metres que s'estén en determinades processons i dates. La caperutxa i l'antifaç, els quals també són negres, duen l'anagrama de la confraria brodat en blanc.
L'anagrama consisteix en l'espasa de Sant Pau i el ganxo símbol de la parròquia, entrellaçats per una corona d'espines.

## Estendard
L'estendard també és de vellut negre i també porta brodat l'anagrama de la confraria, però aquest cop en argent i a l'anvers.

## Instruments
Al cotrari d'altres confraries, no toquen tambors a les processons, sinó només cornetes i trompetes heràldiques que fan sonar breument en intervals regulars de temps per a indicar silenci.

## Seus[3]
Seu Canònica: Insigne Església Parroquial de Sant Pau, Plaça de Sant Pau, 50003-Saragossa.
Seu Social: Carrer Sant Blas 47, baixos, 50003-Saragossa